# Eprosartan
Eprosartan ist ein Arzneistoff aus der Gruppe der Angiotensin-II-Rezeptorantagonisten (Sartane), der zur Behandlung von Bluthochdruck eingesetzt wird.

## Pharmakologie
Eprosartan blockiert kompetitiv und selektiv den Angiotensin-II-Typ1-(AT1-) Rezeptor und dadurch die durch das Gewebshormon Angiotensin II hervorgerufenen Wirkungen.
Eprosartan wird schlecht resorbiert, die orale Bioverfügbarkeit beträgt etwa 13 %. Die terminale Eliminationshalbwertszeit liegt bei 5 bis 9 Stunden. Nach oraler Gabe erfolgt die Ausscheidung überwiegend über die Faezes, ein geringerer Anteil von 7 % wurde im Urin gefunden.

## Klinische Prüfung
Im Rahmen von Studien an Patienten mit leichter bis mittelschwerer Hypertonie wurde die blutdrucksenkende Wirkung im Vergleich zu Placebo untersucht. Die Ergebnisse fielen zugunsten von Eprosartan aus. Bei Patienten mit schwerem Bluthochdruck zeigte sich die Wirkung von Eprosartan vergleichbar mit Enalapril. In der MOSES-Studie wurde Eprosartan mit dem Calcium-Antagonisten Nitrendipin zur sekundären Schlaganfallprävention verglichen. Der kombinierte primäre Endpunkt (Gesamtmortalität und alle kardiovaskulären und zerebrovaskulären Ereignisse, einschließlich der wiederholt auftretenden) war in der Eprosartan-Gruppe signifikant niedriger.
Eprosartan besitzt eine neutrale Wirkung auf Stoffwechselparameter wie z. B. die Glukosehomöostase und löst nur wenige Arzneimittelwechselwirkungen aus. In einer Studie zur Sekundärprävention bei Bluthochdruckpatienten mit früheren zerebrovaskulären Ereignissen erzielte Eprosartan bessere Ergebnisse als Nitrendipin.

## Synthese
Die mehrstufige Synthese von Eprosartan ist in der Literatur beschrieben.

## Sonstiges
Eprosartan wird pharmazeutisch auch als Salz der Methansulfonsäure, Eprosartanmesilat, eingesetzt.

## Handelsnamen
- Teveten (D, GB),[8] (USA, a.H.), Eprosartan-ratiopharm[1]
- Kombination mit Hydrochlorothiazid: Teveten Plus (D)